# Barkniewko
Barkniewko (niem. Barkenbrügge) – dawna wieś w Polsce. Leżała na obszarze współczesnego województwa zachodniopomorskiego, powiatu szczecineckiego, gminy Borne Sulinowo, przy samej granicy z województwem wielkopolskim.
Dawniej śródleśna wieś nad rzeką Czarną, położona około 9 km w linii prostej na zachód od Okonka.

## Historia
Podczas II wojny światowej znajdował się tu niemiecki obóz jeniecki 351 Barkenbrügge, który funkcjonował od marca 1943 do grudnia 1944.
Po wojnie Barkniewko stanowiło gromadę (sołectwo) w gminie Okonek w powiecie szczecineckim w województwie szczecińskim a od 1950 w województwie koszalińskim. W 1954 włączone do gromady Okonek w powiecie szczecineckim.
Po Barkniewku nie zachowała się zabudowa oprócz starego cmentarza ewangelickiego; widoczny jest natomiast wykarczowany plac po wsi wśród lasów. Na wschód od placu są pozostałości po niemieckim obozie jenieckim Barkenbrügge z symbolicznym grobem, instalacją przedstawiającą wrota z drutem kolczastym oraz kamieniem–pomnikiem z 2018 roku wystawionym przez Instytut Pamięci Narodowej, na którym widnieje napis „Pamięci uwięzionym i zamęczonym w niemieckim obozie jenieckim Barkenbrügge w czasie II wojny światowej".
Pozostałości po wsi znajdują się obecnie w województwie zachodniopomorskim, natomiast pozostałości po obozie w województwie wielkopolskim (w powiecie złotowskim, w gminie Okonek).